# Siège du château de Kajiki
Le siège du château de Kajiki se déroule en 1549 lorsque les forces du clan Shimazu assiègent le château situé à Kajiki dans la province d'Ōsumi. Le siège réussit et le château passe sous le contrôle des assiégeants. Le siège est connu pour être la première fois où des arquebuses sont utilisées dans un combat au japon.

## Source de la traduction
- (en) Cet article est partiellement ou en totalité issu de l’article de Wikipédia en anglais intitulé « Siege of Kajiki » (voir la liste des auteurs).